# ایبکس ایرلاینز
ایبکس ایرلاینز (به انگلیسی: Ibex Airlines) یک شرکت هواپیمایی با کد یاتا FW است که در ۲۹ ژانویه ۱۹۹۹ میلادی تأسیس شده و در ۷ اوت ۲۰۰۰ فعالیتش را آغاز کرده‌است. دفتر مرکزی ایبکس ایرلاینز در کوتو، توکیو، ژاپن واقع شده‌است و به ۱۱ مقصد، پرواز انجام می‌دهد.